# Кубок Кыргызстана по футболу 2005
Кубок Кыргызстана по футболу 2005 года, также известный как Кубок Независимости — 14-й розыгрыш ежегодного футбольного клубного турнира, второго по значимости в стране.
Финальный матч прошёл в Бишкеке на стадионе «Спартак». Во второй раз подряд в финалах встречались «Дордой-Динамо» (Нарын) и «Жаштык-Ак-Алтын» (Кара-Суу) и во второй раз победу одержал «Дордой-Динамо».

## Формат
Турнир стартовал со стадии 1/32 финала. На ранних стадиях команды были разделены по региональным зонам (Север и Юг). В начальных раундах хозяином поля является команда, которая выступает в лиге, низшей по рангу, однако в ряде случаев это правило не соблюдалось. Если встречаются команды одной лиги, то хозяин поля определяется в результате жеребьёвки. Четвертьфиналы и полуфиналы разыгрывались в двух матчах, на поле каждого из соперников.
Команды Высшей лиги взяли старт со стадии 1/16 финала.

## Участники турнира

### Представительство участников
| Раунд       | Оставшихся команд | Участвует команд | Победителей из предыдущего раунда | Новые участники в этом раунде | Лиги, участвующие в этом раунде | Игровые дни по расписанию    |
| ----------- | ----------------- | ---------------- | --------------------------------- | ----------------------------- | ------------------------------- | ---------------------------- |
| 1/32 финала | 36                | 18               | 0                                 | 18                            | Первая, Вторая                  | 17 апреля 2005 года          |
| 1/16 финала | 27                | 22               | 9                                 | 13                            | Высшая, Первая, Вторая          | 20 апреля 2005 года          |
| 1/8 финала  | 16                | 16               | 11                                | 5                             | Высшая, Первая, Вторая          | 2, 11 мая 2005 года          |
| 1/4 финала  | 8                 | 8                | 8                                 | нет                           | -                               | 17-19 мая, 1 июня 2005 года  |
| 1/2 финала  | 4                 | 4                | 4                                 | нет                           | -                               | 4, 8 июня, 16 июля 2005 года |
| Финал       | 2                 | 2                | 2                                 | нет                           | -                               | 1 сентября 2005 года         |

### Клубы-участники
Для участия в розыгрыше Кубка подали заявку все 8 клубов Высшей лиги, 11 из 12 клубов Северной зоны Первой лиги (кроме ФК «Кызыл-Туу»), 6 из 9 клубов Южной зоны Первой лиги (кроме «Атай» Кара-Суу, «Динамо» Араван и МАИ-«Чайна Роуд» Ош) и 11 клубов, представлявших Вторую лигу или более низшие дивизионы.
Клубы, принявшие участие в турнире:
| Высшая лига все 8 клубов | Первая лига 17 из 21 клуба | Вторая лига и ниже 11 клубов |
| - Абдыш-Ата (Кант) - Алай (Ош) - Аль-Фагир (Араван) - Гвардия-РУОР (Бишкек) - Дордой-Динамо (Нарын) - Жаштык-Ак-Алтын (Кара-Суу) - Молодёжная сборная Кыргызстана - СКА-Шоро (Бишкек) | зона «Север»: - Алыкул Осмонов (Каинда) - ФК Бишкек-89 - ФК Бишкек-90 - Боо-Терек (Талас) - Жайыл-Баатыр (Кара-Балта) - Иссык-Куль (Каракол) - ФК Нарын - Наше пиво (Кант) - Счастливый день (Кант) - Шер (Бишкек) - Эгриси-Уста (Бишкек) зона «Юг»: - Ак-Бура (Ош) - Асыл (Джалал-Абад) - Кара-Шоро (Узген) - Курбанов-100 (Уч-Коргон) - Нефтчи (Кочкор-Ата) - Сейил (Кашгар-Кишлак) | зона «Север» (Чуйская область): - Иссык-Ата (Ивановка) - Максат (Беловодское) - ФК Шопоков зона «Север», прочие: - Бурана (Токмак) - ИГУ (Каракол) - ФК Покровка - РУОР (Бишкек) зона «Юг»: - ФК Кызыл-Кия или ФК Баткен[уточнить] - Молодёжная сборная города Ош - Светотехника (Майлуу-Суу) - Шахтёр (Таш-Кумыр) |

## 1/32 финала
| Команда 1                | Результат | Команда 2                           |
| ------------------------ | --------- | ----------------------------------- |
| 17 апреля 2005           |           |                                     |
| Иссык-Куль (II)          | 2:1       | ИГУ Каракол (III?)                  |
| Бишкек-89 (II)           | 6:1       | Бурана Токмак (III?)                |
| Эгриси-Уста (II)         | 0:1       | Шопоков (III)                       |
| Иссык-Ата Ивановка (III) | 0:4       | Шер (II)                            |
| Бишкек-90 (II)           | +:-       | Максат (III)                        |
| Покровка (III?)          | 0:1       | Боо-Терек Талас (II)                |
| Счастливый день (II)     | +:-       | РУОР Бишкек (III?)                  |
| Сейил Кашгар-Кишлак (II) | 1:0       | Ак-Бура Ош (II)                     |
| Кара-Шоро Узген (II)     | 0:3       | Молодёжная сборная города Ош (III?) |

## 1/16 финала
| Команда 1                           | Результат      | Команда 2                          |
| ----------------------------------- | -------------- | ---------------------------------- |
| 20 апреля 2005                      |                |                                    |
| Иссык-Куль (II)                     | 1:2            | Гвардия-РУОР (I)                   |
| Бишкек-89 (II)                      | 0:8            | Дордой-Динамо (I)                  |
| ФК Нарын (II)                       | -:+            | Абдыш-Ата (I)                      |
| ФК Шопоков (III)                    | 2:3            | Алыкул Осмонов Каинда (II)         |
| Шер (II)                            | 2:1            | Наше пиво (II)                     |
| Бишкек-90 (II)                      | 0:4            | Шоро-СКА (I)                       |
| Счастливый день (II)                | +:-            | Жайыл-Баатыр (II)                  |
| Сейил Кашгар-Кишлак (II)            | 0:0 (1:3 пен.) | Аль-Фагир (I)                      |
| Светотехника Майлуу-Суу (III?)      | 1:2            | Нефтчи Кочкор-Ата (II)             |
| Боо-Терек Талас (II)                | в:п            | Молодёжная сборная Кыргызстана (I) |
| Молодёжная сборная города Ош (III?) | п:в            | Жаштык-Ак-Алтын (I)                |

## 1/8 финала
К 11 победителям предыдущего раунда присоединились 5 клубов южного региона: ФК «Кызыл-Кия» (по другим данным — ФК «Баткен»), «Металлург» Кадамжай (переименованный в «Курбанов-100» Уч-Коргон), «Алай» Ош, «Асыл» Джалал-Абад, «Шахтёр» Таш-Кумыр.
| Команда 1              | Результат      | Команда 2                  |
| ---------------------- | -------------- | -------------------------- |
| 2 мая 2005             |                |                            |
| Дордой-Динамо (I)      | 5:1            | Гвардия-РУОР (I)           |
| 11 мая 2005            |                |                            |
| Шер (II)               | 1:5            | Шоро-СКА (I)               |
| Жаштык-Ак-Алтын (I)    | 7:0            | Асыл Джалал-Абад (II)      |
| Аль-Фагир (I)          | 1:1 (3:2 пен.) | Алай (I)                   |
| Боо-Терек Талас (II)   | 0:2            | Счастливый день (II)       |
| Нефтчи Кочкор-Ата (II) | +:-            | Шахтёр Таш-Кумыр (III?)    |
| Абдыш-Ата (I)          | +:-            | Алыкул Осмонов Каинда (II) |
| Курбанов-100 (II)      | +:-            | Кызыл-Кия (III?)           |

## 1/4 финала
| Команда 1           | Итог | Команда 2              | 1-й матч | 2-й матч |
| ------------------- | ---- | ---------------------- | -------- | -------- |
| Шоро-СКА (I)        | 13:0 | Счастливый день (II)   | 8:0      | 5:0      |
| Аль-Фагир (I)       | 6:2  | Курбанов-100 (II)      | 5:0      | 1:2      |
| Дордой-Динамо (I)   | 7:0  | Абдыш-Ата (I)          | 5:0      | 2:0      |
| Жаштык-Ак-Алтын (I) | +:-  | Нефтчи Кочкор-Ата (II) | +:-      | +:-      |

| Шоро-СКА | 8:0 | Счастливый день |
| --- | --- | --------------- |
| Тимур Валиев 9′ · Александр Бельдинов 51′, 67′ · Владимир Калюбин 56′ · Атабек Бердалы уулу 63′ · Руслан Джамшидов 64′, 90′ · Ашот Вердоян 89′ |     |                 |

| Счастливый день | 0:5 | Шоро-СКА                                                                                      |
| --------------- | --- | --------------------------------------------------------------------------------------------- |
|                 |     | Александр Бельдинов 3′ · Вячеслав Прянишников 44′ · А. Щербович 48′ · Роман Корнилов 54′, 70′ |

| Аль-Фагир                                                          | 5:0 | Курбанов-100 |
| ------------------------------------------------------------------ | --- | ------------ |
| Ортикбаев 49′, 66′ · Ходжматов 58′ · Турсуналиев 73′ · Позилов 80′ |     |              |

| Курбанов-100            | 2:1 | Аль-Фагир      |
| ----------------------- | --- | -------------- |
| Ахунов 17′ · Мусаев 68′ |     | Турсуналиев 6′ |

| Абдыш-Ата | 0:5 | Дордой-Динамо                                                                                                  |
| --------- | --- | --- |
|           |     | Владимир Чертков 11′ · Дмитрий Крохмаль 14′ · Марлен Касымов 47′ · Евгений Пилипас 55′ · Нурзат Кадыркулов 90′ |

| Дордой-Динамо                             | 2:0 | Абдыш-Ата |
| ----------------------------------------- | --- | --------- |
| Евгений Пилипас 55′ · Азамат Ишенбаев 79′ |     |           |

## 1/2 финала
| Команда 1       | Итог | Команда 2 | 1-й матч | 2-й матч |
| --------------- | ---- | --------- | -------- | -------- |
| Жаштык-Ак-Алтын | 17:1 | Аль-Фагир | 5:0      | 12:1     |
| Дордой-Динамо   | 2:1  | Шоро-СКА  | 0:1      | 2:0      |

| Аль-Фагир | 0:5 | Жаштык-Ак-Алтын                                                         |
| --------- | --- | ----------------------------------------------------------------------- |
|           |     | Мирзакаримов 9′ · Виталий Тимофеев 33′ · Евгений Болдыгин 34′, 39′, 53′ |

| Жаштык-Ак-Алтын | 12:1 | Аль-Фагир   |
| --- | ---- | ----------- |
| Улугбек Рискулов 2′ · Евгений Болдыгин 7′ · Бакыт Баргыбай уулу 12′ · Айбек Сулайманов 47′ · Мирзакаримов 52′ · Хуршит Лутфуллаев 53′ · Жахангир Кадыров 57′, 84′ · Даврон Аскаров 60′ · Айбек Кошбеков 77′ · Делашев 81′, 86′ |      | Курбанов 4′ |

| Шоро-СКА                   | 1:0 | Дордой-Динамо |
| -------------------------- | --- | ------------- |
| Вячеслав Прянишников 90+3′ |     |               |

| Дордой-Динамо                                 | 2:0 (д. в.) | Шоро-СКА |
| --------------------------------------------- | ----------- | -------- |
| Замирбек Жумагулов 33′ · Евгений Пилипас 112′ |             |          |

## Финал
| Жаштык-Ак-Алтын | 0:1 | Дордой-Динамо      |
| --------------- | --- | ------------------ |
|                 |     | Сергей Чикишев 77′ |

|                      |   |                      |  |     |
|                      |   |                      |  |     |
| ВР                   | ? | Ризо Машарипов       |  |     |
| ЗЩ                   | ? | Илхом Зайлабитдинов  |  |     |
| ЗЩ                   | ? | Исмаил Маликов       |  |     |
| ЗЩ                   | ? | Улугбек Рискулов     |  |     |
| ЗЩ                   | ? | Бакытбек Маматов     |  |     |
| ПЗ                   | ? | Алимардон Шарапов    |  | 88' |
| ПЗ                   | ? | Виталий Тимофеев     |  |     |
| ПЗ                   | ? | Бакыт Баргыбай уулу  |  |     |
| ПЗ                   | ? | Айбек Кошбеков       |  |     |
| НП                   | ? | Евгений Болдыгин     |  |     |
| НП                   | ? | Хуршит Лутфуллаев    |  | 80' |
| Запасные:            |   |                      |  |     |
| ЗЩ                   | ? | Ахроржон Рахманжонов |  | 88' |
| НП                   | ? | Жахангир Кадыров     |  | 80' |
| Главный тренер:      |   |                      |  |     |
| Александр Калашников |   |                      |  |     |

|                 |   |                     |  |     |
|                 |   |                     |  |     |
| ВР              | ? | Закир Джалилов      |  |     |
| ЗЩ              | ? | Талант Самсалиев    |  |     |
| ЗЩ              | ? | Руслан Сыдыков      |  |     |
| ЗЩ              | ? | Василий Кононов     |  |     |
| ЗЩ              | ? | Марлен Касымов      |  |     |
| ПЗ              | ? | Валерий Березовский |  | 77' |
| ПЗ              | ? | Владимир Чертков    |  |     |
| ПЗ              | ? | Евгений Пилипас     |  |     |
| ПЗ              | ? | Дмитрий Крохмаль    |  |     |
| НП              | ? | Замирбек Жумагулов  |  | 64' |
| НП              | ? | Азамат Ишенбаев     |  | 71' |
| Запасные:       |   |                     |  |     |
| ЗЩ              | ? | Сергей Князев       |  | 77' |
| НП              | ? | Андрей Краснов      |  | 64' |
| НП              | ? | Сергей Чикишев      |  | 71' |
| Главный тренер: |   |                     |  |     |
| Михаил Тягусов  |   |                     |  |     |